# Siphonochilus
Siphonochilus – rodzaj bylin z rodziny imbirowatych (Zingiberaceae). Obejmuje 12 do ok. 20 gatunków roślin występujących w Afryce tropikalnej i południowej.

## Morfologia
PokrójRośliny zielne z aromatycznym kłączem. Krótkie pędy nadziemne obumierają po jednym roku. Liście są owalne do lancetowatych, z długimi pochwami liściowymi.
KwiatyZwykle okazałe, wyrastają pojedynczo, ewentualnie w kwiatostanach kłosowych lub główkowatych na okazałej osi z lancetowatymi przysadkami. Kielich zrosły w długą rurkę, błoniasty, z boku rozcięty. Korona składa się z trzech listków lancetowatych lub równowąskich. Warżka (labellum) dwudzielna. Płodny pręcik ma krótką, szeroką i płaską nitkę. Boczne prątniczki okazałe, zwykle dłuższe od płatków korony. Słupek pojedynczy z trójkomorową zalążnią z licznymi zalążkami i nitkowatą szyjką zakończoną lejkowatym znamieniem.
OwocTorebka z nasionami otoczonymi osnówką.

## Systematyka
Pozycja i podział według APWeb (aktualizowany system APG III z 2009)
Rodzaj należący do plemienia Siphonochileae i bazalnej w obrębie rodziny imbirowatych (Zingiberaceae) podrodziny Siphonochiloideae. Wraz z rodziną należy do rzędu imbirowców (Zingiberales) reprezentującego jednoliścienne (monocots) w obrębie roślin okrytonasiennych.
Wykaz gatunków
- Siphonochilus aethiopicus (Schweinf.) B.L.Burtt
- Siphonochilus bambutiorum A.D.Poulsen & Lock
- Siphonochilus brachystemon (K.Schum.) B.L.Burtt
- Siphonochilus carsonii (Baker) Lock
- Siphonochilus decorus (Druten) Lock
- Siphonochilus evae (Briq.) B.L.Burtt
- Siphonochilus kilimanensis (Gagnep.) B.L.Burtt
- Siphonochilus kirkii (Hook.f.) B.L.Burtt
- Siphonochilus natalensis (Schltr. & K.Schum.) J.M.Wood & Franks
- Siphonochilus nigericus (Hutch. ex Hepper) B.L.Burtt
- Siphonochilus parvus Lock
- Siphonochilus rhodesicus (T.C.E.Fr.) Lock